# Số ngữ pháp
Trong ngôn ngữ học, số ngữ pháp là một thể loại ngữ pháp của danh từ, tính từ, đại từ, và động từ thỏa thuận thể hiện tính phân biệt trong đếm số (chẳng hạn như "một", "hai", hoặc "ba hoặc nhiều hơn").
Thông thường việc đếm số có tính phân biệt, tuy nhiên không phải luôn luôn việc này có thể tương ứng với số lượng thực tế về mặt thể hiện số đếm của danh từ hoặc đại từ tương ứng.